# 3679 Condruses
3679 Condruses è un asteroide della fascia principale. Scoperto nel 1984, presenta un'orbita caratterizzata da un semiasse maggiore pari a 2,1962132 UA e da un'eccentricità di 0,2210567, inclinata di 3,85095° rispetto all'eclittica.